# Krwiściąg średni
Krwiściąg średni (Sanguisorba minor subsp. balearica (Bourg. ex Nyman) Muñoz Garm. & C.Navarro) – podgatunek krwiściągu mniejszego Sanguisorba minor z rodziny różowatych. Występuje w środkowej i południowej Europie, północno-zachodniej i południowej Afryce, w zachodniej i środkowej Azji, a jako gatunek introdukowany także w północnej Europie, w Ameryce Północnej, w Australii i Nowej Zelandii. W Polsce rośnie w rozproszeniu na terenie całego kraju.

## Morfologia

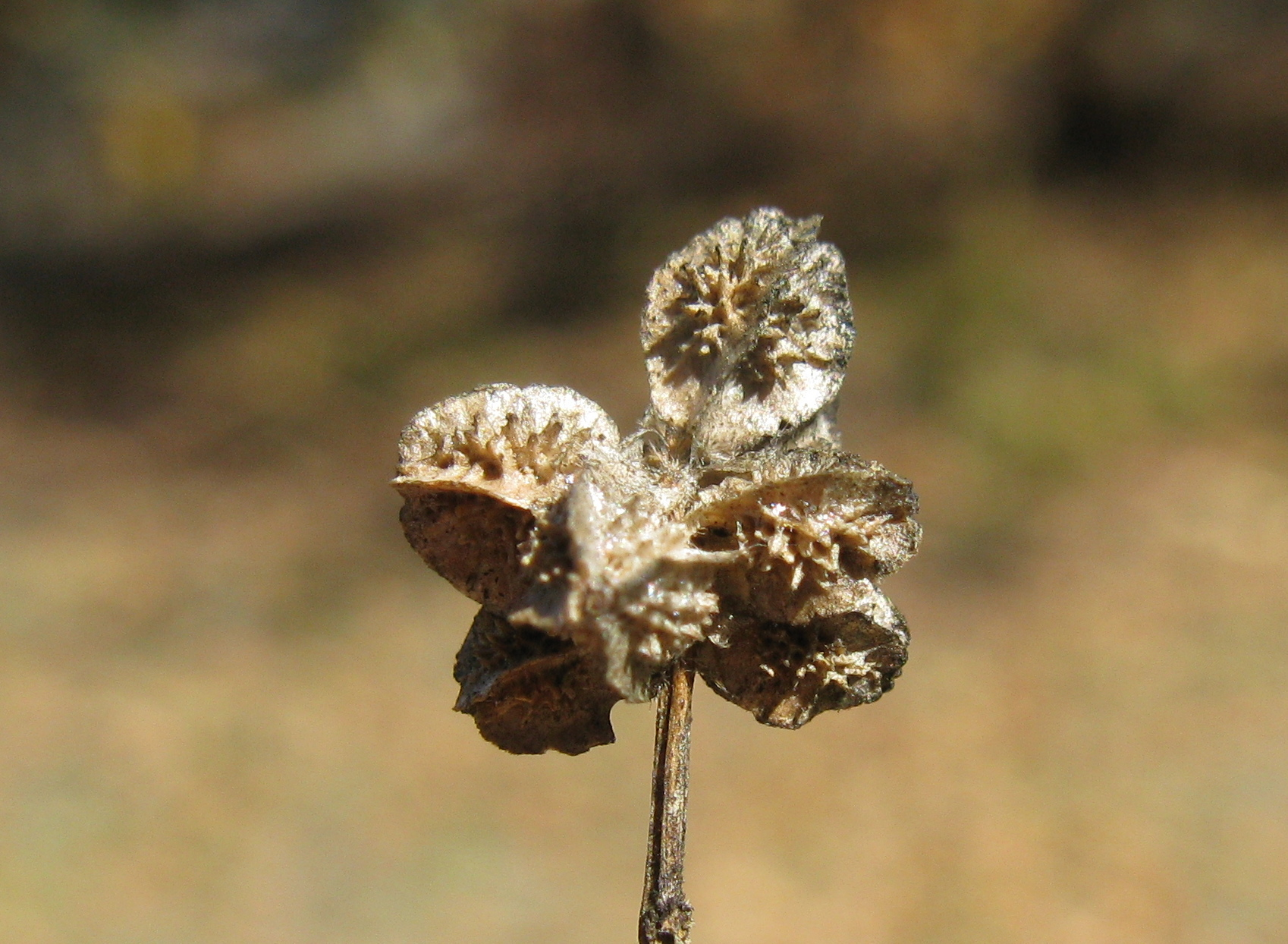
Owoc z szerokimi skrzydełkami i ząbkowaną powierzchnią między nimi

ŁodygaW odróżnieniu od podgatunku typowego (S. minor subsp. minor) zwykle cała naga i wyższa – o wysokości 40–80 cm.
LiścieZłożone; listki ogonkowe, jajowato-koliste lub eliptyczne. Ogonek liściowy w odróżnieniu od formy typowej zwykle nagi.
KwiatyPoczątkowo zielone, później czerwonawe, zebrane w elipsoidalne główki. Kwiaty dolne – męskie, kwiaty górne – żeńskie, kwiaty środkowe – obupłciowe. Hypancjum po dojrzeniu głęboko pomarszczone, o długości 4–6 mm, ze skrzydełkami na kantach.
OwocNiełupka.

## Biologia i ekologia
Bylina, hemikryptofit. Kwitnie od maja do lipca. Rośnie w murawach kserotermicznych i żwirowiskach. Liczba chromosomów 2n =28, 56.

## Zagrożenia i ochrona
Roślina umieszczona na polskiej czerwonej liście w kategorii DD (stopień zagrożenia nie może być określony).